# ライアン・ジマーマン
ライアン・ウォレス・ジマーマン（Ryan Wallace Zimmerman, 1984年9月28日 - ）は、アメリカ合衆国ノースカロライナ州ボーフォート郡ワシントン出身の元プロ野球選手（内野手）。右投右打。愛称は"ミスター・ナショナルズ"他（後述）。
2005年から2021年にかけて実働16年、ワシントン・ナショナルズ一筋でキャリアを過ごし、チームの低迷期からワールドシリーズ制覇まで経験した。

## 経歴

### プロ入り前
15歳の時にバージニア州のタイドウォーター地区の選抜チームに選ばれた。そのころのジマーマンは長打力がなく、小柄で遊撃手だった。当時、二塁手にB.J.アップトン、三塁手にデビッド・ライトがこの選抜チームに所属していた。バージニア大学在学時から三塁手として活躍。

### プロ入りとナショナルズ時代
2005年のMLBドラフト1巡目（全体4位）で当時ワシントンD.C.に移転したばかりのワシントン・ナショナルズから指名され、プロ入り。契約金は球団史上最高額となる297万5,000ドル。A級サバンナ・サンドナッツで4試合に出場し、AA級ハリスバーグ・セネターズで63試合に出場。両マイナーチームで打率.336・11本塁打・38打点の成績を残し、9月1日にメジャーデビューを果たした。20試合の出場ながら.397という高い打率を残した。シーズン終了後の11月に球団は正三塁手のビニー・カスティーヤをサンディエゴ・パドレスへ放出した。同月にベースボール・アメリカによる2006年の有望株ランキングで球団トップの評価を受けた。
2006年はブラッド・ウィルカーソン（2002年）の新人選手としての球団記録に並ぶ20本塁打を放ち、チームトップとなる110打点をマークし、ナショナルズの三塁はしばらく安泰と言われる成績を残した。ナショナルリーグで新人選手が1954年以降で100打点を上回るのはマイク・ピアッツァ、アルバート・プホルスに次ぐ史上3人目、47二塁打は新人選手としては歴代2位タイとなった。また、サヨナラ安打を3本を放ち、9月2日のアリゾナ・ダイヤモンドバックスとのダブルヘッダー初戦で延長11回にサヨナラ四球を記録している。守備では守備率が.965でスコット・ローレン、アラミス・ラミレスと共に三塁手としてリーグ1位タイとなった。走塁面でも11盗塁を記録。新人王の投票ではフロリダ・マーリンズのハンリー・ラミレスとの新人王争いとなったが、わずか4点差の2位に終わり、新人王は獲り逃した。
2007年は前半戦は右投手から苦手のスライダーを多投され苦しんだが、後半に克服した。全162試合に出場し、2年連続20本塁打以上となる24本塁打を記録。守備面では失策こそ23個と多かったものの、三塁手として1位となる守備機会511回を記録（同年のゴールドグラブ賞受賞者の2人、デビッド・ライトは324守備機会で24失策、エイドリアン・ベルトレは426守備機会で18失策）。
2008年はナショナルズの新本拠地ナショナルズ・パークでの開幕戦となった3月30日の対アトランタ・ブレーブス戦でサヨナラ本塁打を放った。5月18日のボルチモア・オリオールズ戦で二塁へヘッドスライディングした際に左肩を痛め、その後も出場し続けていたが、5月26日から欠場。連続試合出場が205で途切れ、6月3日に故障者リスト入りした。7月22日にメジャー復帰してからは打率.306を記録。シーズン終了後、年俸調停権を得たジマーマンは、2009年シーズンの年俸として390万ドルを要求し、対して球団側は275万ドルを提示した。
2009年2月20日に調停を避け、1年332万5,000ドルで合意したが、4月20日に2009年シーズンから当時の球団史上最高額となる5年総額4,500万ドルで契約延長した。シーズンでは開幕3試合目の4月8日から5月12日にかけて30試合連続安打を記録。球団史上、ブラディミール・ゲレーロの31試合（1999年）に次ぐ歴代2位。オールスターゲーム初選出を果たした。シーズントータルでは30本塁打、100打点をクリアするなどキャリアハイの成績を残した。オフにはシルバースラッガー賞とゴールドグラブ賞を初めて受賞した。

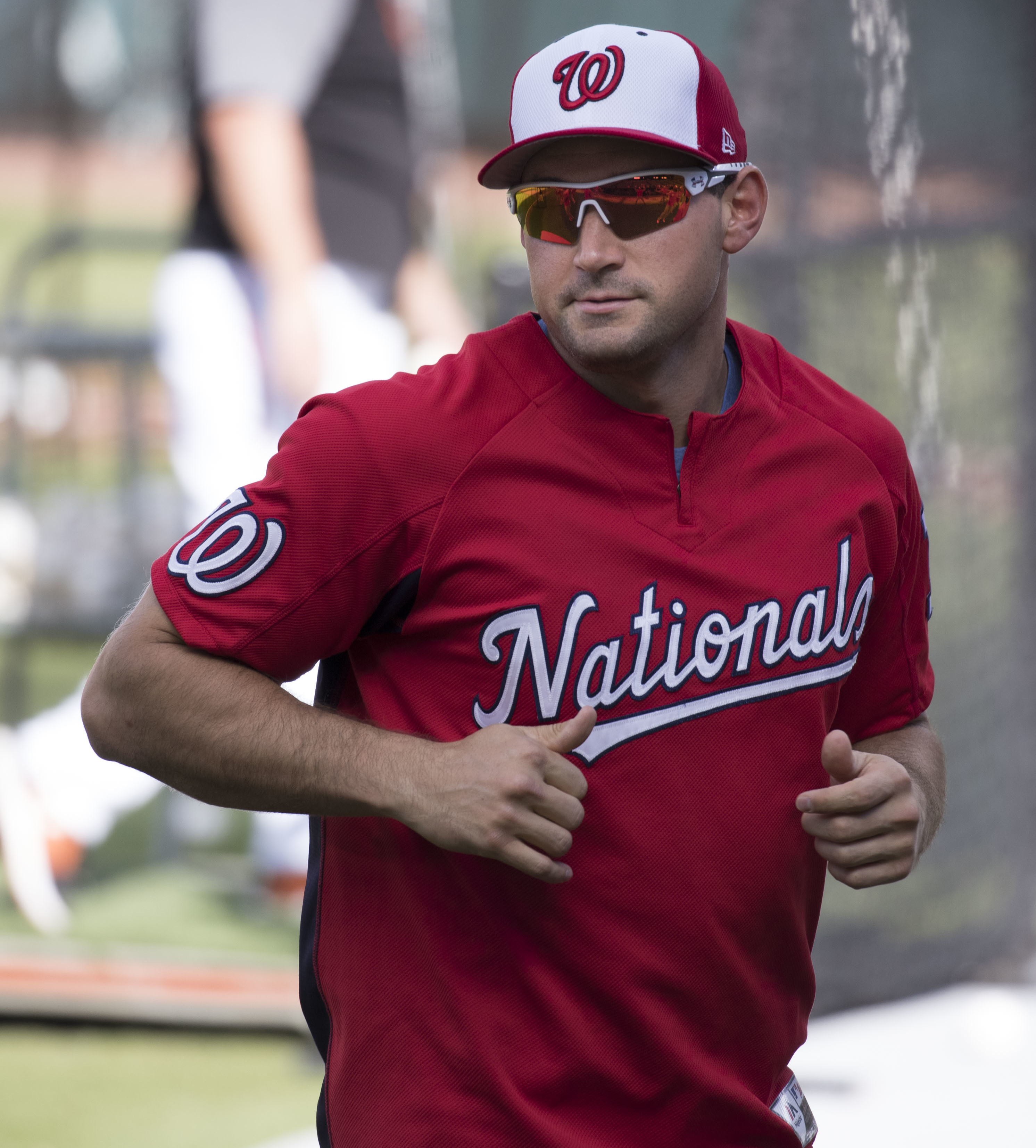
2017年5月8日

2010年は本塁打、打点は前年を下回ったが自身初の打率.300を記録するなど、打率、出塁率、OPSでキャリアハイを記録した。オフには2年連続でシルバースラッガー賞を受賞した。
2011年は開幕直後に故障で約2ヶ月の欠場を余儀なくされた。結局3年ぶりに規定到達を逃した。
2012年はシーズン開幕前の2月26日に6年総額1億ドルの契約を結び、2度目となる契約延長を果たした。オプションとして全球団トレード拒否権が含まれ、2020年シーズンの選択権を球団側が所持した。シーズンでは2年ぶりに規定到達し、打率.282、25本塁打とクリーンアップの役割を果たした。
2013年も前年に近い成績を残した。
2014年は2度の長期離脱で61試合の出場に留まり、僅か5本塁打に終わった。
2015年9月2日のセントルイス・カージナルス戦で通算200本塁打を達成した。この年は三塁手にユネル・エスコバー、アンソニー・レンドン、ダニー・エスピノーサが起用されたため、三塁手としての出場はなく、主に一塁手として出場した。前年と同じく二度の故障離脱により、この年は95試合の出場に留まり、打率がメジャーデビュー以来ワーストとなる.249まで落ちたが、16本塁打、73打点という成績を残した。
2016年も正一塁手として起用されたが、夏場の故障者リスト入りと成績不振により出場は115試合に留まった。3年連続で規定打席到達を逃し、打率.218、15本塁打、46打点という打撃成績に終わった。
2017年は開幕から絶好調で、4月の月間成績は打率.420、11本塁打、22打点と驚異的な数字を残し、プレイヤー・オブ・ザ・マンスを受賞。5月以降はやや落ち着いたが、それでも前半戦をリーグ2位となる打率.330、19本塁打の成績を残し2009年以来となるオールスターゲームに選出された。7月17日のシンシナティ・レッズ戦で通算235本塁打を達成し、前身のエクスポズも含めて、ブラディミール・ゲレーロの球団通算本塁打記録を抜いた。終盤に入って7月、8月と月間打率が2割台前半に留まったが、8月9日のマイアミ・マーリンズ戦では球団通算打点記録となる906打点に到達した。9月以降復調してシーズントータルでは打率.303、ナ・リーグ6位タイの36本塁打、同じくナ・リーグ6位の108打点、OPS.931という成績を残した。自身初となる「3割、30本塁打、100打点」を達成した。
2018年はスプリングトレーニングでマイナーリーグの試合に出たり、逆にオープン戦では2打席しか立たなかったりして話題になった。開幕後は元々スロースターターなこともあり、4月は打率.184に終わった。5月12日には腹斜筋の張りで故障者リストに入った。7月20日に復帰した後は調子を上げていったが、マーク・レイノルズやマット・アダムスとの競争もあり、例年より出番は減少した。しかし、8月1日のニューヨーク・メッツ戦で通算1695安打に到達し、ティム・ウォーラックの球団通算安打記録を抜いた。最終成績は85試合で打率.264、13本塁打・51打点だった。
2019年は4月終盤に足裏の筋膜炎を患い、約2か月離脱した。7月後半にも同じ故障で10日間の故障者リスト入りしている。最終的に52試合の出場にとどまり、打率.257、6本塁打・27打点だった。ポストシーズンではワイルドカードゲームで2点ビハインドの8回裏に代打で出場し、バットを折りながらも逆転勝利につながる中前安打を打った。ナショナルリーグディビジョンシリーズ(NLDS)第2戦から正一塁手として起用され、第4戦では本塁打を記録した。ナショナルリーグチャンピオンシップシリーズ(NLCS)第3戦では適時打を放ち、球団史上初のワールドシリーズ進出に貢献した。オフの11月2日に球団が選択権を行使しなかった為、同日にFAとなった。
2020年1月28日に200万ドルの単年契約でナショナルズと再契約したことが発表された。オプションとして最大300万ドルの出来高が含まれる。しかし、同年はCOVID-19の影響でシーズン出場を辞退したため、開幕から制限リスト入りした。オフの10月28日にFAとなった。
2021年1月23日にナショナルズと単年100万ドルで再契約を結んだ。シーズンでは2年ぶりにMLB出場を果たした。5月22日に殿堂入りしたティム・レインズを抜き、ナショナルズ（エクスポズ含め）の球団史上最多得点を塗り替えた。オフの11月3日にFAとなった。

### 引退後

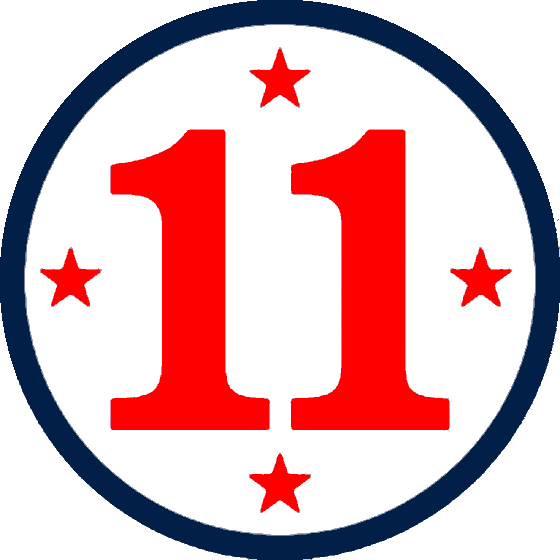
ジマーマンの背番号「11」。
ワシントン・ナショナルズの永久欠番に2022年指定。

2022年2月15日、現役引退を発表した。3月21日に自身の背番号『11』がナショナルズのモントリオール移転以後初の永久欠番に指定されることが発表された。

## 選手としての特徴
新人時代は三塁守備の評価が高く、MLBの中でもトップクラスだとされた。その好守から「ブルックス・ロビンソンの再来」と言われることもあり、たびたび果敢にダイビングキャッチを試みていた。2009年にはゴールドグラブ賞を初受賞した。しかし、2011年以降は股関節の故障や送球イップスのため守備力が下落し、2014年には左翼手にも就き、2015年からは一塁手に転向した。
2008年は地元記者から「将来は首位打者、打点王を獲れるだけではない。監督がグリーンライトさえ出せば、30-30も狙える。完璧な選手」と高く評価されていた。率先して練習に励み、人格もしっかりしているため天性のリーダーと評価されている。

## 人物
愛称は"Magnum Z.I."、"ザ・ゼッドマン"("The Z Man")、"ジム"（"Zim"）、"ミスター・ナショナル"、"ミスター・ウォークオフ"。
2017年はミスター・ウォークオフを、2018年と2019はジムをそれぞれプレイヤーズ・ウィークエンドの背ネームに使用している。
ジョーダン・ジマーマンとは血縁関係はなく綴りも異なる。

## 詳細情報

### 年度別打撃成績
| 年 度     | 球 団     | 試 合 | 打 席 | 打 数 | 得 点 | 安 打 | 二 塁 打 | 三 塁 打 | 本 塁 打 | 塁 打 | 打 点 | 盗 塁 | 盗 塁 死 | 犠 打 | 犠 飛 | 四 球 | 敬 遠 | 死 球 | 三 振 | 併 殺 打 | 打 率 | 出 塁 率 | 長 打 率 | O P S |
| --------- | --------- | ----- | ----- | ----- | ----- | ----- | -------- | -------- | -------- | ----- | ----- | ----- | -------- | ----- | ----- | ----- | ----- | ----- | ----- | -------- | ----- | -------- | -------- | ----- |
| 2005      | WSH       | 20    | 62    | 58    | 6     | 23    | 10       | 0        | 0        | 33    | 6     | 0     | 0        | 0     | 1     | 3     | 0     | 0     | 12    | 1        | .397  | .419     | .569     | .988  |
| 2006      | WSH       | 157   | 682   | 614   | 84    | 176   | 47       | 3        | 20       | 289   | 110   | 11    | 8        | 1     | 4     | 61    | 7     | 2     | 120   | 15       | .287  | .351     | .471     | .822  |
| 2007      | WSH       | 162   | 722   | 653   | 99    | 174   | 43       | 5        | 24       | 299   | 91    | 4     | 1        | 0     | 5     | 61    | 3     | 3     | 125   | 26       | .266  | .330     | .458     | .788  |
| 2008      | WSH       | 106   | 466   | 428   | 51    | 121   | 24       | 1        | 14       | 189   | 51    | 1     | 1        | 0     | 4     | 31    | 1     | 3     | 71    | 12       | .283  | .333     | .442     | .774  |
| 2009      | WSH       | 157   | 694   | 610   | 110   | 178   | 37       | 3        | 33       | 320   | 106   | 2     | 0        | 0     | 9     | 72    | 9     | 2     | 119   | 22       | .292  | .364     | .525     | .888  |
| 2010      | WSH       | 142   | 603   | 525   | 85    | 161   | 32       | 0        | 25       | 268   | 85    | 4     | 1        | 0     | 5     | 69    | 6     | 4     | 98    | 16       | .307  | .388     | .510     | .899  |
| 2011      | WSH       | 101   | 440   | 395   | 52    | 114   | 21       | 2        | 12       | 175   | 49    | 3     | 1        | 0     | 3     | 41    | 4     | 1     | 73    | 14       | .289  | .355     | .443     | .798  |
| 2012      | WSH       | 145   | 641   | 578   | 93    | 163   | 36       | 1        | 25       | 276   | 95    | 5     | 2        | 0     | 4     | 57    | 8     | 2     | 116   | 20       | .282  | .346     | .478     | .824  |
| 2013      | WSH       | 147   | 633   | 568   | 84    | 156   | 26       | 2        | 26       | 264   | 79    | 6     | 0        | 0     | 3     | 60    | 2     | 2     | 133   | 16       | .275  | .344     | .465     | .809  |
| 2014      | WSH       | 61    | 240   | 214   | 26    | 60    | 19       | 1        | 5        | 96    | 38    | 0     | 0        | 0     | 4     | 22    | 0     | 0     | 37    | 6        | .280  | .342     | .449     | .790  |
| 2015      | WSH       | 95    | 390   | 346   | 43    | 86    | 25       | 1        | 16       | 161   | 73    | 1     | 0        | 0     | 10    | 33    | 0     | 1     | 79    | 13       | .249  | .308     | .465     | .773  |
| 2016      | WSH       | 115   | 467   | 427   | 60    | 93    | 18       | 1        | 15       | 158   | 46    | 4     | 1        | 0     | 6     | 29    | 1     | 5     | 104   | 12       | .218  | .272     | .370     | .642  |
| 2017      | WSH       | 144   | 576   | 524   | 90    | 159   | 33       | 0        | 36       | 300   | 108   | 1     | 0        | 0     | 5     | 44    | 1     | 3     | 126   | 16       | .303  | .358     | .573     | .930  |
| 2018      | WSH       | 85    | 323   | 288   | 33    | 76    | 21       | 2        | 13       | 140   | 51    | 1     | 1        | 0     | 2     | 30    | 1     | 3     | 55    | 10       | .264  | .337     | .486     | .824  |
| 2019      | WSH       | 52    | 190   | 171   | 20    | 44    | 9        | 0        | 6        | 71    | 27    | 0     | 0        | 0     | 2     | 17    | 0     | 0     | 39    | 4        | .257  | .321     | .415     | .736  |
| 2021      | WSH       | 110   | 273   | 255   | 27    | 62    | 16       | 0        | 14       | 120   | 46    | 0     | 0        | 0     | 2     | 16    | 0     | 0     | 77    | 9        | .243  | .286     | .471     | .756  |
| MLB：16年 | MLB：16年 | 1799  | 7402  | 6654  | 963   | 1846  | 417      | 22       | 284      | 3159  | 1061  | 43    | 16       | 1     | 69    | 646   | 43    | 31    | 1384  | 212      | .277  | .341     | .475     | .816  |

- 各年度の太字はリーグ最高

### 年度別守備成績
内野守備
| 年 度 | 球 団 | 一塁（1B） | 一塁（1B） | 一塁（1B） | 一塁（1B） | 一塁（1B） | 一塁（1B） | 三塁（3B） | 三塁（3B） | 三塁（3B） | 三塁（3B） | 三塁（3B） | 三塁（3B） | 遊撃（SS） | 遊撃（SS） | 遊撃（SS） | 遊撃（SS） | 遊撃（SS） | 遊撃（SS） |
| 年 度 | 球 団 | 試 合      | 刺 殺      | 補 殺      | 失 策      | 併 殺      | 守 備 率   | 試 合      | 刺 殺      | 補 殺      | 失 策      | 併 殺      | 守 備 率   | 試 合      | 刺 殺      | 補 殺      | 失 策      | 併 殺      | 守 備 率   |
| ----- | ----- | ---------- | ---------- | ---------- | ---------- | ---------- | ---------- | ---------- | ---------- | ---------- | ---------- | ---------- | ---------- | ---------- | ---------- | ---------- | ---------- | ---------- | ---------- |
| 2005  | WSH   | -          | -          | -          | -          | -          | -          | 14         | 6          | 26         | 0          | 5          | 1.000      | 1          | 3          | 4          | 2          | 0          | .778       |
| 2006  | WSH   | -          | -          | -          | -          | -          | -          | 157        | 152        | 260        | 15         | 30         | .965       | -          | -          | -          | -          | -          | -          |
| 2007  | WSH   | -          | -          | -          | -          | -          | -          | 161        | 140        | 348        | 23         | 39         | .955       | -          | -          | -          | -          | -          | -          |
| 2008  | WSH   | -          | -          | -          | -          | -          | -          | 104        | 95         | 199        | 10         | 25         | .967       | -          | -          | -          | -          | -          | -          |
| 2009  | WSH   | -          | -          | -          | -          | -          | -          | 154        | 117        | 325        | 17         | 28         | .963       | -          | -          | -          | -          | -          | -          |
| 2010  | WSH   | -          | -          | -          | -          | -          | -          | 137        | 85         | 242        | 17         | 23         | .951       | -          | -          | -          | -          | -          | -          |
| 2011  | WSH   | -          | -          | -          | -          | -          | -          | 97         | 66         | 200        | 12         | 19         | .957       | -          | -          | -          | -          | -          | -          |
| 2012  | WSH   | -          | -          | -          | -          | -          | -          | 145        | 76         | 284        | 19         | 28         | .950       | -          | -          | -          | -          | -          | -          |
| 2013  | WSH   | -          | -          | -          | -          | -          | -          | 141        | 98         | 260        | 21         | 28         | .945       | -          | -          | -          | -          | -          | -          |
| 2014  | WSH   | 5          | 23         | 0          | 1          | 2          | .958       | 23         | 18         | 37         | 3          | 4          | .948       | -          | -          | -          | -          | -          | -          |
| 2015  | WSH   | 93         | 726        | 49         | 4          | 63         | .995       | -          | -          | -          | -          | -          | -          | -          | -          | -          | -          | -          | -          |
| 2016  | WSH   | 114        | 852        | 44         | 4          | 88         | .996       | -          | -          | -          | -          | -          | -          | -          | -          | -          | -          | -          | -          |
| 2017  | WSH   | 143        | 1005       | 49         | 12         | 100        | .989       | -          | -          | -          | -          | -          | -          | -          | -          | -          | -          | -          | -          |
| 2018  | WSH   | 73         | 538        | 39         | 2          | 41         | .997       | -          | -          | -          | -          | -          | -          | -          | -          | -          | -          | -          | -          |
| 2019  | WSH   | 44         | 307        | 20         | 3          | 24         | .991       | -          | -          | -          | -          | -          | -          | -          | -          | -          | -          | -          | -          |
| 2021  | WSH   | 54         | 338        | 15         | 0          | 30         | 1.000      | \          | \          | \          | \          | \          | \          | -          | -          | -          | -          | -          | -          |
| MLB   | MLB   | 526        | 3789       | 216        | 26         | 348        | .994       | 1133       | 853        | 2181       | 137        | 229        | .957       | 1          | 3          | 4          | 2          | 0          | .778       |

外野守備
| 年 度 | 球 団 | 左翼（LF） | 左翼（LF） | 左翼（LF） | 左翼（LF） | 左翼（LF） | 左翼（LF） |
| 年 度 | 球 団 | 試 合      | 刺 殺      | 補 殺      | 失 策      | 併 殺      | 守 備 率   |
| ----- | ----- | ---------- | ---------- | ---------- | ---------- | ---------- | ---------- |
| 2014  | WSH   | 30         | 48         | 2          | 0          | 0          | 1.000      |
| 2015  | WSH   | 1          | 0          | 0          | 0          | 0          | ----       |
| MLB   | MLB   | 31         | 48         | 2          | 0          | 0          | 1.000      |

- 各年度の太字はリーグ最高
- 各年度の太字年はゴールドグラブ賞受賞年

### 表彰
- シルバースラッガー賞（三塁手部門）：2回（2009年 - 2010年）
- ゴールドグラブ賞（三塁手部門）：1回（2009年）
- フィールディング・バイブル・アワード：1回（2009年）
- ルー・ゲーリッグ賞：1回（2011年）

### 記録
- MLBオールスターゲーム選出：2回（2009年、2017年）

### 背番号
- 25（2005年）
- 11（2006年 - 2019年、2021年）※ワシントン・ナショナルズの永久欠番